# Vivian Qu
Vivian Qu (文晏, née en Chine) est une productrice et réalisatrice chinoise.

## Biographie
Née en République populaire de Chine, Vivian Qu'a suivi des études d'histoire de l'art à New York avant de revenir dans son pays. Elle a comme modèles Robert Bresson, Éric Rohmer, Jacques Rivette, Jean-Luc Godard, Agnès Varda et Jacques Tati, et se positionne du côté du cinéma d'auteur. Elle a produit des films primés dans différents festivals, comme Train de nuit (Un certain regard en 2007 au Festival de Cannes), Portrait de femmes chinoises (Quinzaine des Réalisateurs en 2008), et Black Coal (Ours d'or de la Berlinale en 2014). Elle se lance dans la réalisation avec Trap Street sorti en 2013, Grand prix du jury au festival du film de Boston.
Son film Les anges portent du blanc est en sélection officielle à la Mostra de Venise 2017, puis remporte les prix du meilleur film et de la meilleure actrice (pour Wen Qi) au Festival international du film d'Antalya 2017, et la Montgolfière d'argent au Festival des trois continents 2017.

## Filmographie

### Réalisatrice
- 2013 : Trap Street  (水印街, Shuǐyìn jiē)
- 2017 : Les anges portent du blanc (嘉年华, Jiāniánhuá)

### Productrice
- 2007 : Train de nuit (夜车, Yè chē)
- 2008 : Portrait de femmes chinoises (牛郎织女, Niú lán zhī nǔ, Knitting)
- 2014 : Black Coal (白日焰火, Bái rì yànhuǒ)

## Nominations et récompenses
- Grand prix du jury au festival du film de Boston
- Nommée au British Film Institute Awards
- Mention spéciale au Vancouver International Film Festival[4]
- Golden Horse Film Festival and Awards 2017 : Meilleur réalisateur[5].